# Ziziphus microdictya
Ziziphus microdictya är en brakvedsväxtart som först beskrevs av Ignatz Urban och Ekman, och fick sitt nu gällande namn av Marshall Conring Johnston. Ziziphus microdictya ingår i släktet Ziziphus och familjen brakvedsväxter. Inga underarter finns listade i Catalogue of Life.